# Steinkreise von Carse Farm
Die Steinkreise von Carse Farm („Farm I“ auch Carse Farm North, Dull Circle oder Weem Circle – und Carse „Farm II“ auch Carse Farm South oder Tegarmuchd genannt) liegen in einem Feld südlich der Straße B 846, südwestlich vom Weiler Dull in Perth and Kinross in Schottland.

## Carse Farm I
Der Steinkreis von Carse Farm I ist ein kleiner Vier-Pfosten-Steinkreis mit drei in situ vorgefundenen, aufrechten Steinen. Er liegt auf dem Feld etwa auf einer Achse mit dem Appin of Dull, einem bechermarkierten Felsaufschluss und dem zweiten Kreis. Die Kuppe des nordöstlichen Steins ist von Schälchen bedeckt, eine davon misst 10 × 9 cm. Canmore erwähnt 17 Schälchen auf dem Nordoststein und drei auf dem Südoststein. A. Burl datiert den Kreis auf 2150–1800 v. Chr. in die Bronzezeit.
Als F. Coles den Kreis 1907 fand, waren nur drei Steine in situ. Der Südweststein fehlte, aber zwischen den Steinen lag eine halb vergrabene, lange, dünne Platte. Von den drei stehenden Steinen sind der Nordoststein 1,2 m, der Südoststein 1,6 m und der Nordweststein 1,3 m hoch. Bei der Ausgrabung von 1964 wurden die Standgrube des Südweststeins entdeckt und die liegende Platte darin aufgestellt. Die Steine standen an den Ecken eines Rechtecks von 3,7 × 2,4 m auf einer Nordost-Südwest orientierten Längsachse. Canmore gibt an, dass bei der Ausgrabung eine 76 cm breite und 37 cm tiefe Grube an der Innenseite des Nordoststeins gefunden wurde, die mit verdichteten eingeäscherten Knochen, schwarzer Erde und Holzkohle sowie mit einer Kragenurne mit eingeschnittener geometrischer Randverzierung gefüllt war. Strukturell erinnert Carse Farm I an den Steinkreis von Bordley, mehr als 200 Meilen südlich in North Yorkshire, der ein prähistorisches Grab und kein Steinkreis ist.

## Carse Farm II
Carse Farm II ist der Rest eines Kreises, von dem nur ein 1,8 m hoher, 1,0 × 0,7 m messender Stein erhalten ist. Die beiden liegenden Steine sind Platten, die etwa 9,0 m und 18,0 m südwestlich des aufrechten Steins halb im Boden eingegraben sind und laut Cash auf der horizontalen Oberfläche Schälchen tragen. Keine anderen Steine überlebten. Ein Eintrag von 1978 besagt, dass Frau Stewart aussagt, dass dies definitiv kein Vier-Pfosten-Steinkreis ist.